# Demo 02
Demo 02 – piąty minialbum południowokoreańskiej grupy Pentagon, wydany 22 listopada 2017 roku przez Cube Entertainment. Płytę promował singiel „Runaway”.

## Lista utworów
| CD | CD                                   | CD                                          | CD                    | CD                          | CD      |
| Nr | Tytuł utworu                         | Tekst                                       | Kompozycja            | Aranżacja                   | Długość |
| -- | ------------------------------------ | ------------------------------------------- | --------------------- | --------------------------- | ------- |
| 1. | „Violet”                             | Kino, E'Dawn, Yuto, Wooseok                 | Kino, Nathan          | Nathan                      | 3:56    |
| 2. | „Runaway”                            | Hui, E'Dawn, Yuto, Wooseok                  | Flow Blow, Hui        | Flow Blow                   | 3:25    |
| 3. | „All Right”                          | Son Young-jin, Jinho, E'Dawn, Yuto, Wooseok | Son Young-jin, Jinho  | Son Young-jin               | 3:12    |
| 4. | „Pretty Boys” (wyk. Rap Unit)        | E'Dawn, Wooseok, Yuto                       | E'Dawn, Wooseok, Yuto | Big Sancho, E'Dawn          | 3:42    |
| 5. | „Stay” (kor. 머물러줘), (Vocal Unit) | Hui                                         | Hui                   | Son Young-jin, Kang Dong-ha | 4:05    |

## Notowania
| Lista                        | Pozycja |
| ---------------------------- | ------- |
| South Korean Albums (Circle) | 8       |

## Sprzedaż
| Kraj             | Sprzedaż |
| ---------------- | -------- |
| Korea Południowa | 23 257+  |